# Mavignier de Castro
Mavignier de Castro (Maranguape, 1891 - Manaus, 1970) foi um poeta, advogado e administrador público brasileiro

## Biografia
Estudou em Belém e depois em Paris. Voltou para o Brasil e se estabeleceu no Amazonas. Trabalhou no Jornal do Comércio do Amazonas e na Câmara Municipal de Manaus. Lecionou francês na Escola de Comércio Sólon de Lucena. Foi promotor público em Eirunepé, Tefé e Manacapuru, além de prefeito de Moura. Foi membro da Academia Amazonense de Letras e do Instituto Geográfico e Histórico do Amazonas.
Foi pai da também poeta Aurolina Araújo de Castro (1933-2004) e do pintor Afrânio de Castro (1932- 1981).
Publicou sua obra poética em jornais e revistas, à exceção de um opúsculo sobre história de Manaus e de um livro sobre amazonologia, que foram publicados durante a vida do escritor. Seu terceiro e último livro foi lançado postumamente, em 1999.

## Obras
- 1948 - Síntese histórica e sentimental da evolução de Manaus ; 2ª. ed. 1968

)
- 1958 - Amazônia panteísta: cenas e cenários da grande hiléia ; 2ª. ed. 1994
- 1999 - Luar amazônico